# Tsa-Tsa

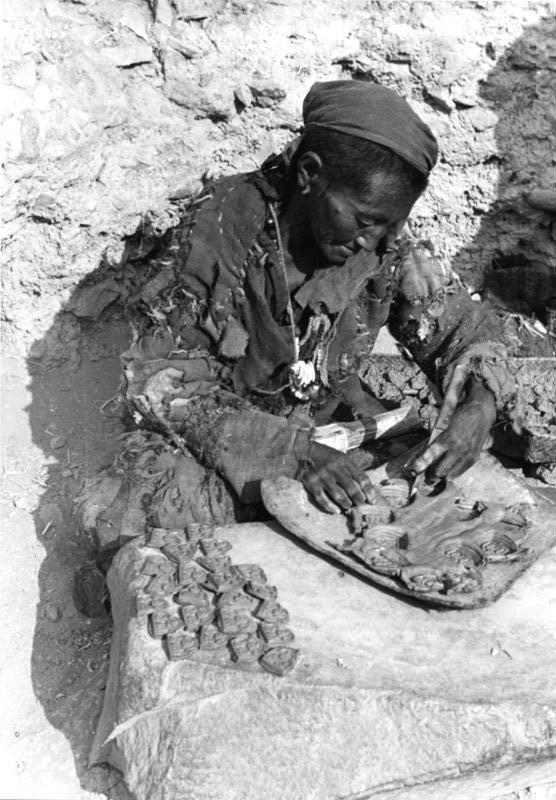
Ein Mönch stellt Tsatsas her (1938)

Tsa-Tsas (auch Tsatsa) sind kleine Votiv-Täfelchen im Vajrayana-Buddhismus von Tibet.

## Verwendung
Tsa-Tsas sind meist Figuren, die Buddhas und Götter darstellen. Sie werden als Opfergaben an besonderen Plätzen niedergelegt, zum Beispiel in heiligen Höhlen oder im Inneren von Stupas.
Tsa-Tsas werden auch zu speziellen Anlässen hergestellt, beispielsweise zu Geburtstagen oder zum Besuch einer bedeutenden Persönlichkeit wie etwa eines berühmten Lamas.

## Herstellung
Sie werden aus Wasser, Lehm, Staub und pflanzlichen Fasern hergestellt. Oft wird die Asche von verstorbenen hohen geistlichen Lehrern hinzugemischt. Die Masse wird in Formen aus Metall oder Holz gepresst. Nach dem Trocknen werden die Tsa-Tsas noch graviert und bemalt. Während der Herstellung werden Mantren rezitiert. Durch die Herstellung soll man den Weg zur Buddhaschaft verkürzen können.